# Mięsień strzałkowy długi
Mięsień strzałkowy długi (łac. musculus fibularis longus, musculus peroneus longus) – w anatomii człowieka mięsień należący do grupy bocznej mięśni goleni. 
Przyczep początkowy tego mięśnia składa się z dwóch części, pomiędzy którymi biegnie nerw strzałkowy wspólny. Część górna rozpoczyna się na kłykciu bocznym kości piszczelowej, torebce stawu piszczelowo-strzałkowego i głowy kości strzałkowej, natomiast część dolna ma początek na powięzi goleni, części tylnej i przedniej przegrody międzymięśniowej oraz powierzchni bocznej kości strzałkowej poniżej jej głowy. Mięsień kończy się w połowie goleni długim ścięgnem, które biegnie w bruździe na kostce bocznej kości strzałkowej wraz ze ścięgnem mięśnia strzałkowego krótkiego. Bruzda zamknięta zostaje w kanał przez troczek górny mięśni strzałkowych, który przytwierdza ścięgna do kostki. Dalej ścięgno przebiega na więzadle piętowo-strzałkowym i po bocznej stronie kości piętowej poniżej bloczka strzałkowego i ścięgna mięśnia strzałkowego krótkiego przykryty przez troczek dolny mięśni strzałkowych. Następnie przechodzi na boczną stronę kości sześciennej, przechodząc na jej powierzchnię dolną w bruździe mięśnia strzałkowego długiego przekształconej w kanał przez więzadło podeszwowe długie i pochewkę maziową podeszwową. Kończy się na guzowatości pierwszej kości śródstopia i kości klinowatej przyśrodkowej obok przyczepu ścięgna mięśnia piszczelowego przedniego.
Mięsień strzałkowy długi zajmuje boczną część goleni, granicząc od przodu z mięśniem prostownikiem długim palców, od tyłu natomiast z mięśniem płaszczkowatym. W górnej części goleni leży na kości strzałkowej, w dolnej przykrywa część mięśnia strzałkowego krótkiego. Mięsień ten w górnej części kości strzałkowej przykrywa nerw strzałkowy wspólny, które oddaje tutaj swoje gałęzie końcowe.
Mięsień ten jest zginaczem podeszwowym stopy, działając antagonistycznie do mięśnia piszczelowego przedniego. Ponadto jest najsilniejszym mięśniem nawracającym stopę, unosząc jej brzeg boczny, a obniżając przyśrodkowy i odwodząc stopę. Wzmacnia również łuk poprzeczny stopy. Przekształcenie tych mięśni w zginacze podeszwowe stopy związane jest z przyjęciem przez człowieka dwunożności.
Unerwienie pochodzi od nerwu strzałkowego powierzchownego, a unaczynienie od tętnicy strzałkowej i tętnicy piszczelowej przedniej.
Mięsień może zawierać dodatkową głowę pomiędzy mięśniami strzałkowymi (mięsień strzałkowy dodatkowy). Ścięgno mięśnia strzałkowego długiego czasami może oddawać drugie ścięgno do V kości śródstopia. W ścięgnie mogą też występować trzeszczki na poziomie kości sześciennej i piętowej.